# Hermione Lee
Pour les articles homonymes, voir Lee.
Dame Hermione Lee, née le 29 février 1948 à Winchester (Hampshire), est une universitaire, biographe et critique littéraire britannique. Présidente du Wolfson College de 2008 à 2017, elle est aussi membre de la British Academy et de la Royal Society of Literature.

## Biographie
Hermione Lee est élève à la City of London School for Girls, puis elle obtient une licence à St Hilda's College et un master à St Cross College, à Oxford. Elle enseigne au Collège de William et Mary, à l'université de Liverpool, et, pendant vingt ans, à l'université d'York. En 1998, elle est nommée titulaire de la chaire Goldsmiths de littérature anglaise et fellow de New College. En 2008, elle est élue présidente de Wolfson College, fonction qu'elle occupe jusqu'en 2017.
Elle est mariée à John Barnard, professeur émérite de l'université de Leeds.

## Œuvres
Hermione Lee publie de nombreuses préfaces et critiques littéraires, notamment dans The Guardian et dans The New York Times.
Ses ouvrages portent principalement sur des écrivains, en particulier des femmes : Virginia Woolf, Elizabeth Bowen, Willa Cather, Edith Wharton, Penelope Fitzgerald...
Elle a également publié deux essais sur la biographie, ainsi que des articles sur Jane Austen, Flannery O'Connor, Eudora Welty ou Nadine Gordimer.

## Récompenses

### Prix littéraires
- 1997 : Prix Rose Mary Crawshay pour Virginia Woolf[3]
- 2007 : English Speaking Union Ambassador's Prize pour Edith Wharton
- 2013 : Prix James Tait Black pour Penelope Fitzgerald : A Life
- 2015 : Plutarch Award pour Penelope Fitzgerald : A Life

### Distinctions
- Membre de la Royal Society of Literature
- Membre de la British Academy
- 2013 : Dame commandeur de l'ordre de l'Empire britannique (DBE)
- 2022 : Dame grand-croix de l'ordre de l'Empire britannique (GBE)[4]

## Publications
- The Novels of Virginia Woolf, Methuen ; Holms & Meier, 1977. Éd. révisée, Routledge Revivals, 2010,  (ISBN 9780415568005)
- Elizabeth Bowen : An Estimation, Vision Press ; Barnes & Noble, 1981. Éd. révisée, Vintage Books, 1999
- Philip Roth, Methuen, 1982. Rééd. Routledge Revivals, 2010,  (ISBN 9780415562416)
- Willa Cather : A Life Saved Up Virago, 1989 et 1996
- Virginia Woolf, Chatto & Windus, 1996, Knopf, 1997, Vintage Paperback, 1997, trad. en français, allemand, polonais, coréen et chinois. Trad. en français : Virginia Woolf ou l'aventure intérieure, éd. Autrement, 1999
- Body Parts : Essays on Life-Writing, Chatto & Windus, 2005
- Edith Wharton, Chatto & Windus, 2007 ; Knopf, 2007 ; Vintage, 2008, rééd. 2013,  (ISBN 978-0-701-16665-6)
- Biography : A Very Short Introduction, Oxford University Press, 2009
- Penelope Fitzgerald : A Life, Chatto & Windus, 2013 ; Knopf, 2014